# 37e régiment de tirailleurs algériens
Le 37e régiment de tirailleurs Algériens est une unité coloniale de l'armée française.

## Inscriptions portées sur le drapeau du régiment
Le drapeau du régiment ne porte aucune inscription :